# Leopoldine van Oostenrijk
Maria Leopoldine Josepha Caroline van Habsburg-Lotharingen (Wenen (Oostenrijk), 22 januari 1797 – Rio de Janeiro (Brazilië), 11 december 1826), aartshertogin van Oostenrijk en echtgenote van keizer Peter I van Brazilië.

## Leven
Aartshertogin Leopoldine werd in 1797 geboren als de vijfde dochter en het zesde kind van keizer Frans II en keizerin Maria Theresia van het Heilige Roomse Rijk en Oostenrijk. Maria Theresia was een dochter van koning Ferdinand I der Beide Siciliën en de tweede echtgenote van Frans II. Leopoldine was de zus van o.a. de Franse keizerin Marie Louise en keizer Ferdinand I van Oostenrijk.
In 1817 vertrok Leopoldina naar Brazilië om te trouwen met Peter van Bragança, de latere keizer van Brazilië en koning van Portugal. De Portugese koninklijke familie leefde al enkele jaren in ballingschap door de napoleontische oorlogen. Op 5 november werd het huwelijk voltrokken. Het paar kreeg zeven kinderen. Toen Peters vader, koning Johan VI, in 1821 naar Portugal kon terugkeren, koos Peter ervoor om met zijn vrouw en kinderen in Brazilië te blijven. Een jaar later speelde hij een rol in het uitroepen van de onafhankelijkheid van Brazilië en werd ook gekroond tot de eerste Braziliaanse keizer. Leopoldine werd hierdoor de eerste Braziliaanse keizerin-gemalin.
Toen zijn vader in 1826 overleed, erfde Peter ook de Portugese kroon. Leopoldina was dus tegelijkertijd keizerin-gemalin van Brazilië en koningin-gemalin van Portugal. Peter heeft daar zelf maar een paar weken op de troon gezeten, maar maakte zijn zevenjarige dochter Maria tot koningin van Portugal. Zij werd uitgehuwelijkt aan haar oom Michaël, die in haar naam zou regeren tot ze meerderjarig werd. Michaël deed alsof hij het accepteerde, maar toen hij aankwam in Portugal zette hij Maria af en benoemde zichzelf tot koning.
Leopoldine was een zeer erudiete vrouw, die die een groot aantal talen sprak. Zij stimuleerde ook wetenschappers om informatie te verzamelen over Brazilië.
Leopoldine stierf in december 1826 op 29-jarige leeftijd na een miskraam. Ze werd vervolgens begraven in São Paulo, Brazilië. Het grootste treinstation in Rio de Janeiro, Imperatriz Leopoldine, is naar haar vernoemd. Ook de stad São Leopoldo is naar haar genoemd, omdat zij de migratie van Duitsers naar het gebied aanmoedigde.
De verhouding tussen Leopoldina en haar echtgenoot was vol schaduwzijden. Peter hield er voortdurend een of meer maîtresses op na. De oorzaak van Leopoldines miskraam en overlijden was naar alle waarschijnlijkheid, maar nooit officieel erkend, dat haar echtgenoot haar tijdens een echtelijke ruzie hard in de buik had getrapt.
(Referentie: SANTOS, Eugénio dos. "D. Pedro IV", Rio de Mouro: Círculo de Leitores, 2006.)

## Kinderen

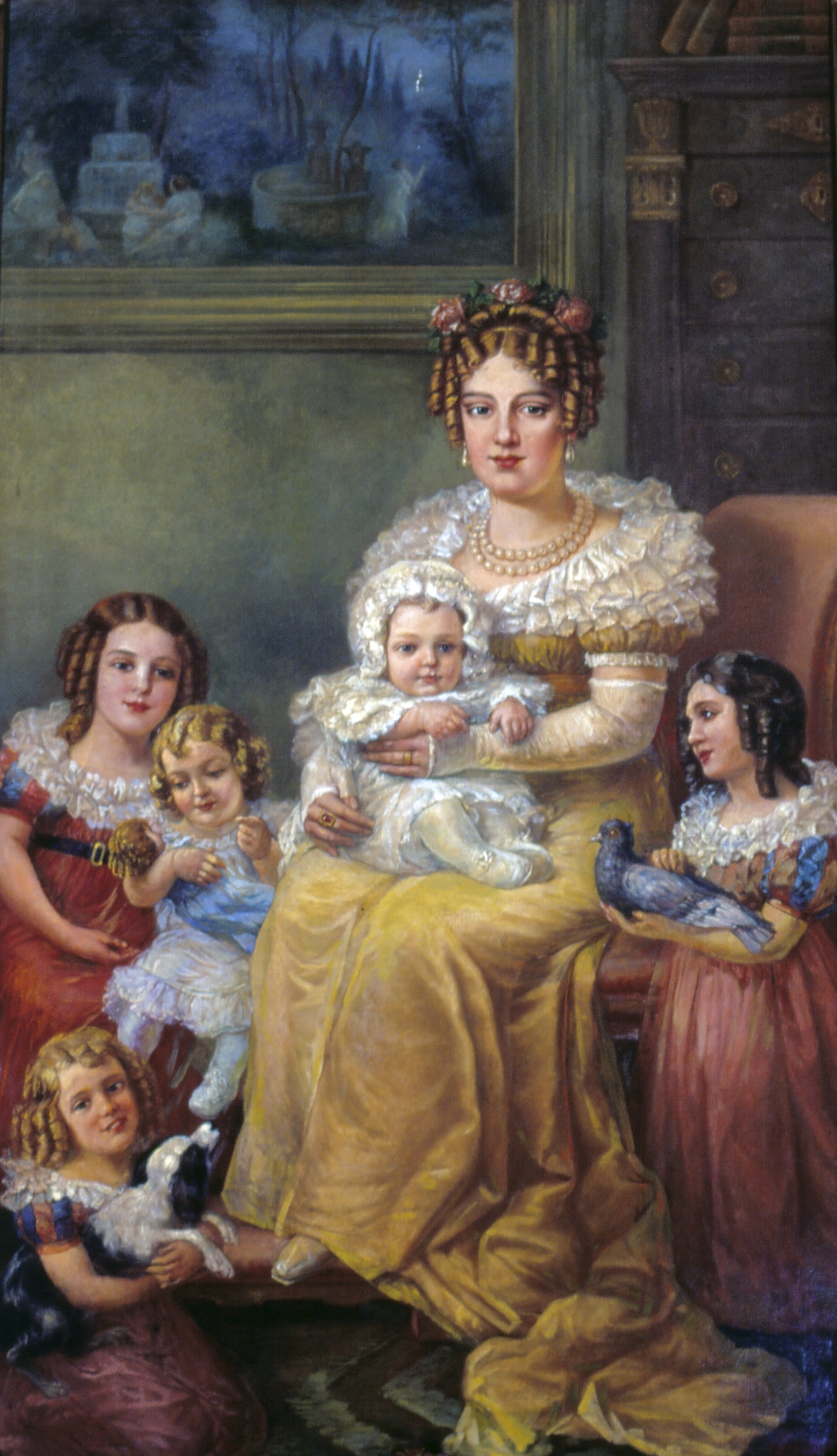
Leopoldina met haar kinderen
(1921), Domenico Failutti,
Museu do Ipiranga (São Paulo)

Leopoldine en Peter kregen zeven kinderen:
- Maria da Gloria (4 april 1819 – 15 november 1853), koningin van Portugal. Huwde eerst met August van Leuchtenberg en na diens dood met Ferdinand van Saksen-Coburg-Gotha
- Miguel (geboren en gestorven 24 april 1820)
- João (6 maart 1821 – 4 februari 1822)
- Januária Maria (11 maart 1822 – 12 maart 1901), gehuwd met prins Lodewijk Karel Maria van Bourbon-Sicilië, een zoon van koning Frans I der Beide Siciliën
- Paula Mariana (17 februari 1823 – 16 januari 1833)
- Francisca Carolina (2 augustus 1824 – 27 maart 1898), gehuwd met prins Frans van Orléans, een zoon van koning Lodewijk Filips I van Frankrijk
- Peter (2 december 1825 – 5 december 1891), keizer van Brazilië. Huwde met prinses Theresia van Bourbon-Sicilië.

## Kwartierstaat
| Frans I Stefan van Lotharingen (1708–1765) | Frans I Stefan van Lotharingen (1708–1765) | Frans I Stefan van Lotharingen (1708–1765) | Frans I Stefan van Lotharingen (1708–1765) | Frans I Stefan van Lotharingen (1708–1765) | Frans I Stefan van Lotharingen (1708–1765) |                               |                               | Maria Theresia van Oostenrijk (1717-1780) | Maria Theresia van Oostenrijk (1717-1780) | Maria Theresia van Oostenrijk (1717-1780) | Maria Theresia van Oostenrijk (1717-1780) | Maria Theresia van Oostenrijk (1717-1780) | Maria Theresia van Oostenrijk (1717-1780) |                                     |                                     | Karel III van Spanje (1716-1788)      | Karel III van Spanje (1716-1788)      | Karel III van Spanje (1716-1788)      | Karel III van Spanje (1716-1788)      | Karel III van Spanje (1716-1788)      | Karel III van Spanje (1716-1788)      |  |  | Maria Amalia van Saksen (1724-1760)         | Maria Amalia van Saksen (1724-1760)         | Maria Amalia van Saksen (1724-1760)         | Maria Amalia van Saksen (1724-1760)         | Maria Amalia van Saksen (1724-1760)         | Maria Amalia van Saksen (1724-1760)         |                                                |                                                | Frans I Stefan van Lotharingen (1708–1765)     | Frans I Stefan van Lotharingen (1708–1765)     | Frans I Stefan van Lotharingen (1708–1765)     | Frans I Stefan van Lotharingen (1708–1765)     | Frans I Stefan van Lotharingen (1708–1765) | Frans I Stefan van Lotharingen (1708–1765) |                                           |                                           | Maria Theresia van Oostenrijk (1717-1780) | Maria Theresia van Oostenrijk (1717-1780) | Maria Theresia van Oostenrijk (1717-1780) | Maria Theresia van Oostenrijk (1717-1780) | Maria Theresia van Oostenrijk (1717-1780) | Maria Theresia van Oostenrijk (1717-1780) |  |  |                       |                       |                       |                       |                       |                       |
| Frans I Stefan van Lotharingen (1708–1765) | Frans I Stefan van Lotharingen (1708–1765) | Frans I Stefan van Lotharingen (1708–1765) | Frans I Stefan van Lotharingen (1708–1765) | Frans I Stefan van Lotharingen (1708–1765) | Frans I Stefan van Lotharingen (1708–1765) |                               |                               | Maria Theresia van Oostenrijk (1717-1780) | Maria Theresia van Oostenrijk (1717-1780) | Maria Theresia van Oostenrijk (1717-1780) | Maria Theresia van Oostenrijk (1717-1780) | Maria Theresia van Oostenrijk (1717-1780) | Maria Theresia van Oostenrijk (1717-1780) |                                     |                                     | Karel III van Spanje (1716-1788)      | Karel III van Spanje (1716-1788)      | Karel III van Spanje (1716-1788)      | Karel III van Spanje (1716-1788)      | Karel III van Spanje (1716-1788)      | Karel III van Spanje (1716-1788)      |  |  | Maria Amalia van Saksen (1724-1760)         | Maria Amalia van Saksen (1724-1760)         | Maria Amalia van Saksen (1724-1760)         | Maria Amalia van Saksen (1724-1760)         | Maria Amalia van Saksen (1724-1760)         | Maria Amalia van Saksen (1724-1760)         |                                                |                                                | Frans I Stefan van Lotharingen (1708–1765)     | Frans I Stefan van Lotharingen (1708–1765)     | Frans I Stefan van Lotharingen (1708–1765)     | Frans I Stefan van Lotharingen (1708–1765)     | Frans I Stefan van Lotharingen (1708–1765) | Frans I Stefan van Lotharingen (1708–1765) |                                           |                                           | Maria Theresia van Oostenrijk (1717-1780) | Maria Theresia van Oostenrijk (1717-1780) | Maria Theresia van Oostenrijk (1717-1780) | Maria Theresia van Oostenrijk (1717-1780) | Maria Theresia van Oostenrijk (1717-1780) | Maria Theresia van Oostenrijk (1717-1780) |  |  |                       |                       |                       |                       |                       |                       |
|                                            |                                            |                                            |                                            |                                            |                                            |                               |                               |                                           |                                           |                                           |                                           |                                           |                                           |                                     |                                     |                                       |                                       |                                       |                                       |                                       |                                       |  |  |                                             |                                             |                                             |                                             |                                             |                                             |                                                |                                                |                                                |                                                |                                                |                                                |                                            |                                            |                                           |                                           |                                           |                                           |                                           |                                           |                                           |                                           |  |  |                       |                       |                       |                       |                       |                       |
|                                            |                                            |                                            |                                            |                                            |                                            |                               |                               |                                           |                                           |                                           |                                           |                                           |                                           |                                     |                                     |                                       |                                       |                                       |                                       |                                       |                                       |  |  |                                             |                                             |                                             |                                             |                                             |                                             |                                                |                                                |                                                |                                                |                                                |                                                |                                            |                                            |                                           |                                           |                                           |                                           |                                           |                                           |                                           |                                           |  |  |                       |                       |                       |                       |                       |                       |
|                                            |                                            |                                            |                                            | Keizer Leopold II (1747-1792)              | Keizer Leopold II (1747-1792)              | Keizer Leopold II (1747-1792) | Keizer Leopold II (1747-1792) | Keizer Leopold II (1747-1792)             | Keizer Leopold II (1747-1792)             |                                           |                                           |                                           |                                           |                                     |                                     | Marie Louise van Bourbon (1745-1792)  | Marie Louise van Bourbon (1745-1792)  | Marie Louise van Bourbon (1745-1792)  | Marie Louise van Bourbon (1745-1792)  | Marie Louise van Bourbon (1745-1792)  | Marie Louise van Bourbon (1745-1792)  |  |  | Ferdinand I der Beide Siciliën (1751-1825)  | Ferdinand I der Beide Siciliën (1751-1825)  | Ferdinand I der Beide Siciliën (1751-1825)  | Ferdinand I der Beide Siciliën (1751-1825)  | Ferdinand I der Beide Siciliën (1751-1825)  | Ferdinand I der Beide Siciliën (1751-1825)  |                                                |                                                |                                                |                                                |                                                |                                                | Maria Carolina van Oostenrijk (1752-1814)  | Maria Carolina van Oostenrijk (1752-1814)  | Maria Carolina van Oostenrijk (1752-1814) | Maria Carolina van Oostenrijk (1752-1814) | Maria Carolina van Oostenrijk (1752-1814) | Maria Carolina van Oostenrijk (1752-1814) |                                           |                                           |                                           |                                           |  |  |                       |                       |                       |                       |                       |                       |
|                                            |                                            |                                            |                                            | Keizer Leopold II (1747-1792)              | Keizer Leopold II (1747-1792)              | Keizer Leopold II (1747-1792) | Keizer Leopold II (1747-1792) | Keizer Leopold II (1747-1792)             | Keizer Leopold II (1747-1792)             |                                           |                                           |                                           |                                           |                                     |                                     | Marie Louise van Bourbon (1745-1792)  | Marie Louise van Bourbon (1745-1792)  | Marie Louise van Bourbon (1745-1792)  | Marie Louise van Bourbon (1745-1792)  | Marie Louise van Bourbon (1745-1792)  | Marie Louise van Bourbon (1745-1792)  |  |  | Ferdinand I der Beide Siciliën (1751-1825)  | Ferdinand I der Beide Siciliën (1751-1825)  | Ferdinand I der Beide Siciliën (1751-1825)  | Ferdinand I der Beide Siciliën (1751-1825)  | Ferdinand I der Beide Siciliën (1751-1825)  | Ferdinand I der Beide Siciliën (1751-1825)  |                                                |                                                |                                                |                                                |                                                |                                                | Maria Carolina van Oostenrijk (1752-1814)  | Maria Carolina van Oostenrijk (1752-1814)  | Maria Carolina van Oostenrijk (1752-1814) | Maria Carolina van Oostenrijk (1752-1814) | Maria Carolina van Oostenrijk (1752-1814) | Maria Carolina van Oostenrijk (1752-1814) |                                           |                                           |                                           |                                           |  |  |                       |                       |                       |                       |                       |                       |
|                                            |                                            |                                            |                                            |                                            |                                            |                               |                               |                                           |                                           | Frans II van Oostenrijk (1768-1835)       | Frans II van Oostenrijk (1768-1835)       | Frans II van Oostenrijk (1768-1835)       | Frans II van Oostenrijk (1768-1835)       | Frans II van Oostenrijk (1768-1835) | Frans II van Oostenrijk (1768-1835) |                                       |                                       |                                       |                                       |                                       |                                       |  |  |                                             |                                             |                                             |                                             |                                             |                                             | Maria Theresia van Bourbon-Sicilië (1772-1807) | Maria Theresia van Bourbon-Sicilië (1772-1807) | Maria Theresia van Bourbon-Sicilië (1772-1807) | Maria Theresia van Bourbon-Sicilië (1772-1807) | Maria Theresia van Bourbon-Sicilië (1772-1807) | Maria Theresia van Bourbon-Sicilië (1772-1807) |                                            |                                            |                                           |                                           |                                           |                                           |                                           |                                           |                                           |                                           |  |  |                       |                       |                       |                       |                       |                       |
|                                            |                                            |                                            |                                            |                                            |                                            |                               |                               |                                           |                                           | Frans II van Oostenrijk (1768-1835)       | Frans II van Oostenrijk (1768-1835)       | Frans II van Oostenrijk (1768-1835)       | Frans II van Oostenrijk (1768-1835)       | Frans II van Oostenrijk (1768-1835) | Frans II van Oostenrijk (1768-1835) |                                       |                                       |                                       |                                       |                                       |                                       |  |  |                                             |                                             |                                             |                                             |                                             |                                             | Maria Theresia van Bourbon-Sicilië (1772-1807) | Maria Theresia van Bourbon-Sicilië (1772-1807) | Maria Theresia van Bourbon-Sicilië (1772-1807) | Maria Theresia van Bourbon-Sicilië (1772-1807) | Maria Theresia van Bourbon-Sicilië (1772-1807) | Maria Theresia van Bourbon-Sicilië (1772-1807) |                                            |                                            |                                           |                                           |                                           |                                           |                                           |                                           |                                           |                                           |  |  |                       |                       |                       |                       |                       |                       |
|                                            |                                            |                                            |                                            |                                            |                                            |                               |                               |                                           |                                           |                                           |                                           |                                           |                                           |                                     |                                     |                                       |                                       |                                       |                                       |                                       |                                       |  |  |                                             |                                             |                                             |                                             |                                             |                                             |                                                |                                                |                                                |                                                |                                                |                                                |                                            |                                            |                                           |                                           |                                           |                                           |                                           |                                           |                                           |                                           |  |  |                       |                       |                       |                       |                       |                       |
|                                            |                                            |                                            |                                            |                                            |                                            |                               |                               |                                           |                                           |                                           |                                           |                                           |                                           |                                     |                                     |                                       |                                       |                                       |                                       |                                       |                                       |  |  |                                             |                                             |                                             |                                             |                                             |                                             |                                                |                                                |                                                |                                                |                                                |                                                |                                            |                                            |                                           |                                           |                                           |                                           |                                           |                                           |                                           |                                           |  |  |                       |                       |                       |                       |                       |                       |
| Marie Louise van Oostenrijk (1791-1847)    | Marie Louise van Oostenrijk (1791-1847)    | Marie Louise van Oostenrijk (1791-1847)    | Marie Louise van Oostenrijk (1791-1847)    | Marie Louise van Oostenrijk (1791-1847)    | Marie Louise van Oostenrijk (1791-1847)    |                               |                               | Ferdinand I van Oostenrijk (1793-1875)    | Ferdinand I van Oostenrijk (1793-1875)    | Ferdinand I van Oostenrijk (1793-1875)    | Ferdinand I van Oostenrijk (1793-1875)    | Ferdinand I van Oostenrijk (1793-1875)    | Ferdinand I van Oostenrijk (1793-1875)    |                                     |                                     | Leopoldine van Oostenrijk (1797-1826) | Leopoldine van Oostenrijk (1797-1826) | Leopoldine van Oostenrijk (1797-1826) | Leopoldine van Oostenrijk (1797-1826) | Leopoldine van Oostenrijk (1797-1826) | Leopoldine van Oostenrijk (1797-1826) |  |  | Marie Clementine van Oostenrijk (1798-1881) | Marie Clementine van Oostenrijk (1798-1881) | Marie Clementine van Oostenrijk (1798-1881) | Marie Clementine van Oostenrijk (1798-1881) | Marie Clementine van Oostenrijk (1798-1881) | Marie Clementine van Oostenrijk (1798-1881) |                                                |                                                | Maria Carolina van Oostenrijk (1801-1832)      | Maria Carolina van Oostenrijk (1801-1832)      | Maria Carolina van Oostenrijk (1801-1832)      | Maria Carolina van Oostenrijk (1801-1832)      | Maria Carolina van Oostenrijk (1801-1832)  | Maria Carolina van Oostenrijk (1801-1832)  |                                           |                                           | Frans Karel van Oostenrijk (1802-1878)    | Frans Karel van Oostenrijk (1802-1878)    | Frans Karel van Oostenrijk (1802-1878)    | Frans Karel van Oostenrijk (1802-1878)    | Frans Karel van Oostenrijk (1802-1878)    | Frans Karel van Oostenrijk (1802-1878)    |  |  | 4 zusters en 2 broers | 4 zusters en 2 broers | 4 zusters en 2 broers | 4 zusters en 2 broers | 4 zusters en 2 broers | 4 zusters en 2 broers |